# Clevischer Lindenbaum
Die Clevischer Lindenbaum (ex schwedisch Förgyllda Lejonet ‚Vergoldeter Löwe‘) war ein brandenburgisches Kriegsschiff, das im Zweiten Nordischen Krieg eingesetzt wurde. Der Name stammt vermutlich von der Klevischen Linde, die 1463 zum ersten Mal erwähnt ist. Das Schiff gehörte zu einer kleinen, in Pillau stationierten Flottille, die von Oberst Johann von Hille (* um 1619, † 1684) kommandiert wurde, der sich in der Republik der Sieben Vereinigten Provinzen seemännische Kenntnisse angeeignet hatte. Das Endschicksal des Schiffs ist unbekannt.

## Geschichte
Nach einer schwedischen Flottenliste wurde das Schiff als Förgyllda Lejonet 1654 vermutlich in Stockholm gebaut. 1655 strandete es bei Memel und wurde von der Besatzung aufgegeben. Es wurde 1656 von den Brandenburgern geborgen, repariert und als Clevischer Lindenbaum in Dienst gestellt. Die Bergung und Reparatur führte der Königsberger Schiffsbaumeister Lübbert Harmsen durch. In der Literatur wird das Schiff als Fregatte bzw. kleines Fregattschiff bezeichnet. Technische Daten sind außer der Größe nicht überliefert. Wiederum nach der schwedischen Liste betrug die Größe 100 bis 150 t. Nach der Ausrüstungsliste von 1658 (siehe unten) besaß das Schiff drei Masten (Fockmast, Großmast, Besanmast).  
In einer Inventarliste der Clevischen Lindenbaum, die am 3. Juli 1658 erstellt wurde, sind folgende Ausrüstungsgegenstände verzeichnet:
Segel:
- 1 Besansegel
- 1 Großsegel
- 1 Großes Marssegel
- 1 Focksegel
- 1 Vormarssegel
- 1 Blinde mit drei Bonnets

Bewaffnung:
- 10 Kanonen (metallene Stücke)
- 10 Geschützpforten
- 8 Musketen
- 5 Karabiner
- 6 Pistolen
- 10 Säbel
- 6 Patronengurte
- 4 Patronentaschen
- 4 Spanner
- 12 Piken
- 5 Pulverflaschen
- 10 Zentner Pulver
- 300 Stück eiserne Kugeln
- 57 Kartätschen
- 24 Granaten
- 100 Pfund Musketenkugeln

Weitere Ausrüstungsgegenstände:
- 1 schwerer Anker
- 2 Warpanker
- 2 Bojenreeps
- 1 Schaluppe (offenbar als Beiboot) mit sechs Riemen
- 1 Boje
- 1 Laterne

Besatzung:
Die Besatzung bestand nach einer Soldzahlungsliste von 1657 aus insgesamt 28 Mann:
- 1 Kapitän (Capitain)
- 1 Schiffer (Schipper)
- 1 Steuermann (Stürmann)
- 1 Hochbootsmann
- 1 Hochbootsmanns-Maat
- 1 Konstabler (Constabel)
- 1 Konstabler-Maat
- 1 Zimmermann
- 1 Segelmacher
- 8 Bootsgesellen (vermutlich Matrosen)
- 1 halben Bootsgesellen
- 2 Jungen (Schiffsjungen)
- 1 Korporal (Corporal)
- 2 Gefreite (Gefreyte)
- 3 Soldaten

Möglicherweise wurde im Einsatz zusätzlich Infanterie als provisorische Marineinfanterie eingeschifft. 
Im Oktober 1658 war die Clevische Lindenbaum an einer Beschießung einer schwedischen Festungsanlage bei Elbing beteiligt. Ende Oktober erfolgte eine Operation an den Weichselmündungen im Frischen Haff. Am 9. Mai 1659 beschoss eine brandenburgische Fregatte die Jungfernschanze bei Elbing; vermutlich handelte es sich um die Clevische Lindenbaum.    
1661 wurde das Schiff an unbekannt verkauft, das Endschicksal ist unbekannt. Der kurfürstliche Schiffskommandeur Oberst von Hille starb 1684 im Alter von 75 oder 76 Jahren als Gouverneur der Festung Groß Friedrichsburg bei Königsberg.

## Fiktive Abbildung
In Heinrich Smidts Novelle „Der Kaper“ (ursprünglich 1861 als „Der Kaper. Eine Kur-Brandenburgische Seenovelle“ erschienen), die 1943 in einer überarbeiteten Form ediert wurde, ist die Clevische Lindenbaum als Dreimaster wiedergegeben.  